# Paruroctonus soda
Paruroctonus soda – gatunek skorpiona z rodziny Vaejovidae. Endemiczny dla Kalifornii w Stanach Zjednoczonych.

## Taksonomia
Gatunek ten opisali po raz pierwszy w 2022 roku Prakrit Jain, Harper Forbes i Lauren A. Esposito na łamach „ZooKeys”. Jako miejsce typowe wskazano plaję Soda Lake w środkowej części Carrizo Plain (część San Joaquin Valley) na terenie hrabstwa San Luis Obispo w Kalifornii. Epitet gatunkowy pochodzi od miejsca typowego.

## Morfologia
Samce osiągają od 45 do 50 mm długości ciała przy karapaksie długości od 5,3 do 6,6 mm i szerokości od 5,1 do 6,2 mm oraz zaodwłoku długości od 25 do 31 mm. Samice osiągają od 56 do 62 mm długości ciała przy karapaksie długości od 7,2 do 7,6 mm i szerokości od 7 do 8,2 mm oraz zaodwłoku długości między 33 a 35 mm.
Karapaks jest słomkowy, pomarańczowobrązowy lub brązowy z ciemnymi znakami za oczami środkowymi, w kątach tylno-bocznych, wzdłuż tylnych brzegów trójkąta międzyocznego. Znaki te mogą być niewyraźne lub częściowo zanikać. Powierzchnia karapaksu jest nieregularnie granulowana. Krawędzie boczne są powrębiane, a przednia jest niemal prosta i zaopatrzona w trzy pary dużych szczecinek. Występuje jedna para rozstawionych dalej niż ich średnice oczu środkowych oraz trzy pary oczu bocznych. Barwa nogogłaszczków bywa od słomkowej przez pomarańczową do brązowej. Na szczypcach brak jest ciemniejszych znaków. Szczypce u dorosłych samców są silnie powrębiane i w pozycji złożonej między dosiebnymi częściami ich palców pozostaje duża przerwa. Szczypce samic są słabiej zakrzywione, smuklejsze, słabiej powrębiane, o ledwo zaznaczonej przerwie w pozycji zamkniętej. Wszystkie szczecinki makroskopowe na dłoniach szczypiec są zredukowane. Z wyjątkiem dosiebnych przedłużeń brak jest szczecinek makroskopowych na żeberkach grzbietowo-środkowym, retrolateralno-środkowym, brzuszno-prosubmedialnym, prolateralno-brzusznym i prolateralno-środkowym szczypiec. Stosunek długości szczypiec do szerokości dłoni u samców wynosi od 2,05 do 2,16, u samic zaś od 2,15 do 2,3. Z kolei stosunek długości szczypiec do grubości dłoni u samców wynosi od 2,86 do 3,14, a u samic od 2,98 do 3,14. Rzepki nogogłaszczków nie mają dużych szczecinek środkowych i odsiebno-retrolateralnych. Sternum jest słomkowe lub kremowe, nieco szersze niż dłuższe, w tyle niewykrojone, o płatach bocznych z wklęsłymi brzegami przednimi, prostymi bocznymi i wypukłymi tylnymi. Barwa odnóży jest kremowa do słomkowej. 
Przedodwłok ma barwę słomkową do brązowej z ciemnoszarobrązowymi znakami na tergitach od pierwszego do szóstego i w zredukowanej formie na siódmym. Znaki te bywają różnie rozległe. Tergitami od trzeciego do szóstego biegnie niewyraźne, słabo wrębiane żeberko środkowe, na tergitach pierwszym i drugim zaś go brak. Sternity są brązowe. Wieczko płciowe jest słomkowe lub kremowe, o sklerytach szerszych niż dłuższych, trójkątnych z zaokrąglonymi rogami. Słomkowej lub kremowej barwy grzebienie mają u samców od 21 do 24, a u samic od 17 do 19 zębów; u samców są długie i cienkie.
Zaodwłok u samic jest grubszy niż u samców. Barwa jego jest słomkowa do ciemnobrązowej bez ciemniejszych łat; żądło jest czarne z ciemnorudą podstawą. Segment pierwszy ma żeberka grzbietowo-boczne pozbawione szczecinek makroskopowych, a żeberka brzuszno-boczne i brzuszno-podśrodkowe z jedną lub dwiema takimi szczecinkami. Segment drugi i trzeci mają żeberka grzbietowo-boczne pozbawione szczecinek makroskopowych, a żeberka brzuszno-boczne i brzuszno-podśrodkowe z dwiema takimi szczecinkami. Segment czwarty ma żeberka grzbietowo-boczne z jedną szczecinką makroskopową, żeberka brzuszno-boczne z dwiema lub trzema takimi szczecinkami, a żeberka brzuszno-podśrodkowe z dwiema takimi szczecinkami. Stosunek długości do szerokości piątego segmentu wynosi od 2,22 do 2,59 u samców i od 2,21 do 2,28 u samic.

## Ekologia i występowanie
Skorpion endemiczny dla Kalifornii w Stanach Zjednoczonych, znany tylko ze stanowisk na obszarze plai Soda Lake. Jego siedlisko stanowi pozostałość po jeziorze o wysokiej zasadowości. Roślinność zdominowana jest tu przez Atriplex spinifera, Atriplex vallicola, Allenrolfea occidentalis oraz mniejsze rośliny kwitnące i trawy.